# Oricopis umbrosus
Oricopis umbrosus är en skalbaggsart som beskrevs av Francis Polkinghorne Pascoe 1863. Oricopis umbrosus ingår i släktet Oricopis och familjen långhorningar. Inga underarter finns listade i Catalogue of Life.